# Jean-Marie Lustiger
Jean-Marie Lustiger, francoski rimskokatoliški duhovnik, škof in kardinal, * 17. september 1926, Pariz, † 5. avgust 2007, Pariz.

## Življenjepis
Rojen v družino poljskih Judov, ki so emigrirali v Francijo, je 21. avgusta 1940 prejel krst in 17. aprila 1954 je prejel duhovniško posvečenje.
10. novembra 1979 je bil imenovan za škofa Orléansa in 8. decembra istega leta je prejel škofovsko posvečenje.
31. januarja 1981 je postal nadškof Pariza in 12. marca istega leta še ordinarij Francije za verujoče vzhodnega obredja.
2. februarja 1983 je bil povzdignjen v kardinala in imenovan za kardinal-duhovnika Ss. Marcellino e Pietro; 26. novembra 1983 je postal kardinal-duhovnik S. Luigi dei Francesi.
11. februarja 2005 se je upokojil z nadškofovskega mesta in 14. marca istega leta s položaja ordinarija za vzhodno obredje.